# Vučilčevo
Vučilčevo – wieś w Chorwacji, w żupanii zagrzebskiej, w gminie Dubravica. W 2011 roku liczyła 155 mieszkańców.